# 绿赤车
绿赤车（学名：Pellionia viridis）为荨麻科赤车属下的一个种。其种加词“viridis”意为“绿色的”。